# Metriopelma ledezmae
Metriopelma ledezmae là một loài nhện trong họ Theraphosidae.
Loài này thuộc chi Metriopelma. Metriopelma ledezmae được miêu tả năm 2001 bởi Vol.